# Grube Fresenius I
Die Grube Fresenius I ist eine ehemalige Buntmetallerzgrube im Bensberger Erzrevier in Overath. Sie lag südlich von der Ortschaft Wiedenhof in Heiligenhaus.

## Geschichte
Eine Mutung der AG für Bergbau, Blei- und Zinkfabrikation zu Stolberg und in Westfalen auf Zinkerze datiert vom 10. Oktober 1893. In der Schlussverhandlung am 11. November 1893 wurde festgestellt, dass das Grubenfeld Fresenius I teilweise überdeckt wurde von den Bergwerken Grube Achenbach, Grube Arago, Grube Bavaria, Grube Fresenius, Grube Hermann, Grube Petersberg und Grube Wallenstein, die im Bereich des Grubenfeldes Fresenius I nicht auf Zinkerze verliehen worden waren. Dementsprechend wurde das Grubenfeld Fresenius I am 12. Dezember 1893 auf Zinkerze verliehen. Laut Auflassung vom 10. Juli 1936 wurde die AG des Altenbergs am 31. Januar 1939 neuer Eigentümer. In den Akten wird die Grube Fresenius I unter den gebauten Gängen.